# Straßen und Plätze in Fulda
Die wichtigen Straßen und Plätze in Fulda bestehen aus den überregionalen Verkehrsverbindungen und den innerstädtischen Haupt- und Einkaufsstraßen der osthessischen Barockstadt Fulda.

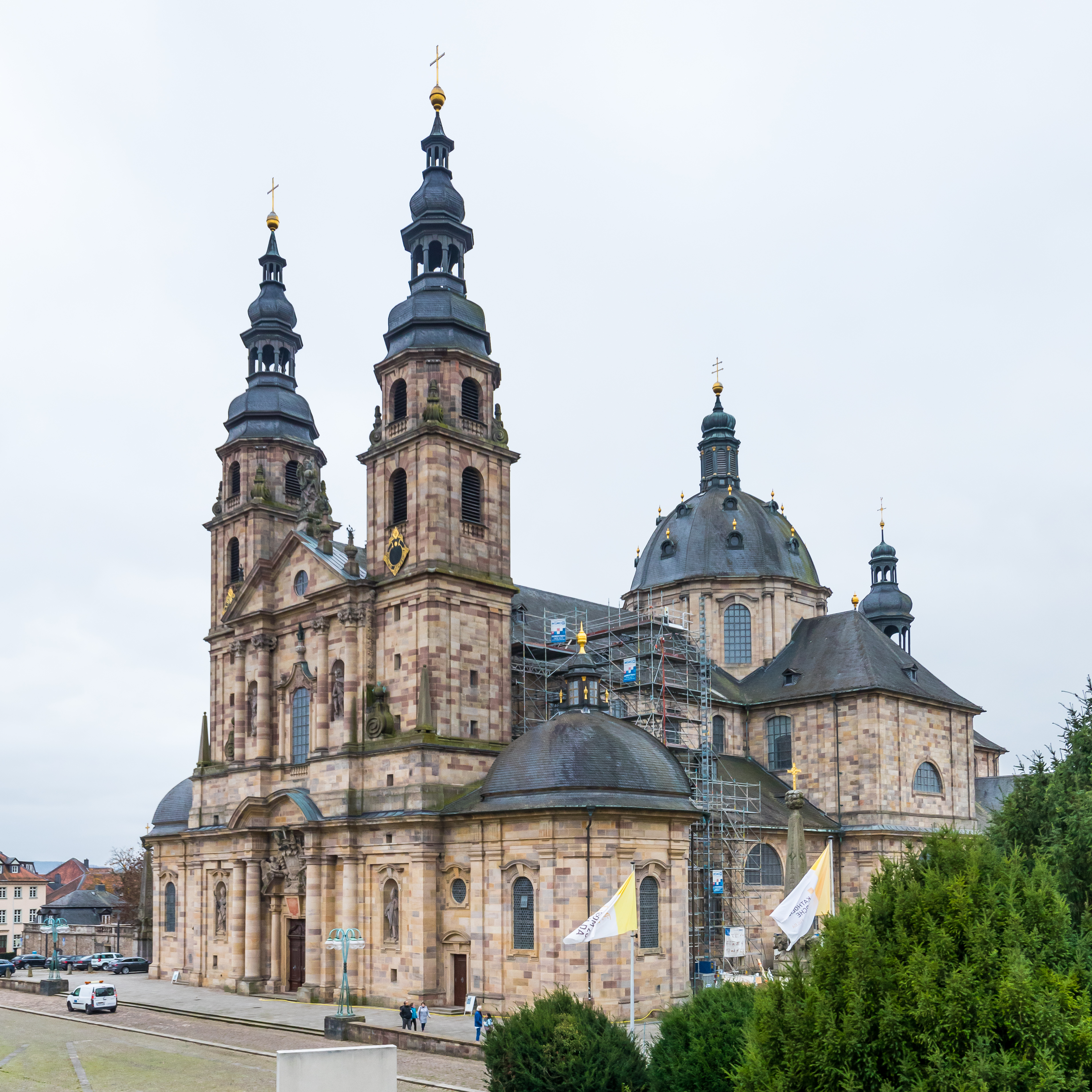
Dom St. Salvator zu Fulda

## Innenstadt
In der Fuldaer Innenstadt befindet sich die drittgrößte Fußgängerzone Hessens, zu der unter anderem Universitätsplatz, Buttermarkt, Gemüsemarkt, Unterm Heilig Kreuz, Karlstraße und Marktstraße, sowie davon getrennt der obere Teil der Bahnhofstraße und der Bahnhofsplatz gehören.

### Bahnhofstraße

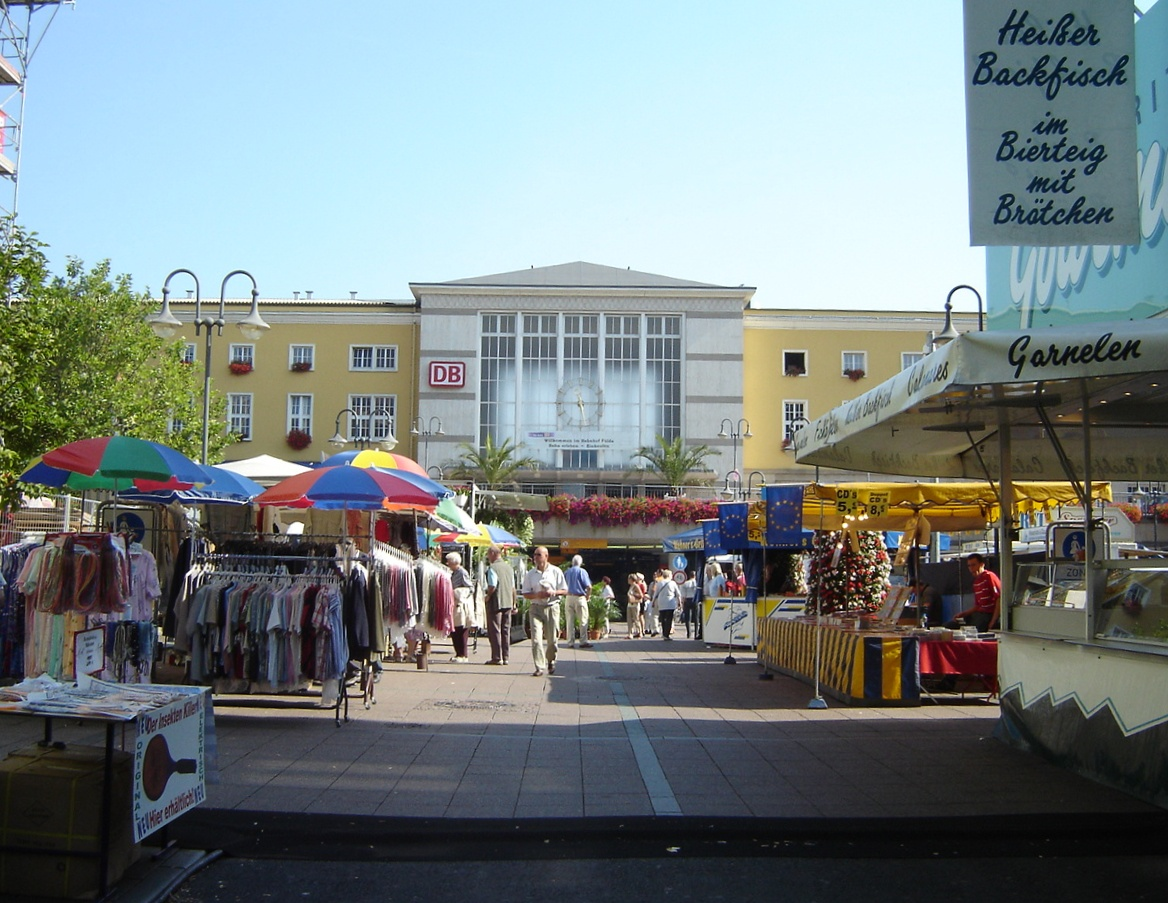
Bahnhofsvorplatz mit Empfangsgebäude

Die Bahnhofsstraße verbindet als abfallende Nord-Süd-Achse den höher gelegenen Bahnhof, durch ein Gründerzeitviertel hindurch, mit dem 300 m entfernten Universitätsplatz im Zentrum der Innenstadt. Sie ist durch die kreuzenden, zweispurigen Einbahnstraßen Lindenstraße (Fahrtrichtung Ost) und Heinrichstraße (Fahrtrichtung West) in drei Abschnitte unterteilt, der obere schließt direkt an den Bahnhofsplatz an, der untere mündet gegenüber dem Universitätsplatz in die Rabanusstraße. Alle drei Abschnitte sind als Fußgängerzone ausgewiesen, jedoch existieren Ausnahmen für Fahrradfahrer, Rollstuhlfahrer, Lieferverkehr an Werktagen (montags bis freitags zwischen 6 und 12 Uhr, samstags zwischen 6 und 10 Uhr), Taxis am oberen Abschnitt sowie für Autofahrer, die entlang des mittleren Abschnittes (zwischen Heinrichstraße und Lindenstraße) einen privaten Stellplatz gemietet haben, um dort parken zu können.

### Bahnhofsplatz
Der Bahnhofsplatz bildet den nördlichen Abschluss der Bahnhofstraße vor dem Empfangsgebäude des Bahnhofs Fulda. Parallel zum Bahnhofsgebäude verläuft die von der Petersberger Straße zum Heinrich-von-Bibra-Platz führende Straße Am Bahnhof eine Ebene über dem Bahnhofsplatz, der Haupteingang des Bahnhofs befindet sich darunter auf Platzebene. Bis zum Umbau des Bahnhofs in den 1980er-Jahren schloss die Bahnhofsstraße auf dieser Ebene an das Bahnhofsgebäude an, wurde dann aber ebenso wie der Empfangsbereich auf Kellerniveau abgesenkt, sodass die Bahnhofsunterführung vom Platz aus ebenerdig erreichbar ist.
Den östlichen Rand des Platzes schließt ein mehrstöckiges Gebäude ab, in dessen Mitte ein überbauter Treppenaufgang zum Zentralen Omnibus Bahnhof (ZOB) führt, der von allen Stadtbuslinien angefahren wird und Ausgangspunkt der regionalen Buslinien ist.
Auf dem nur für Fußgänger zugänglichen Platz befindet sich auch ein Brunnen.

### Universitätsplatz

Universitätsplatz – Panorama

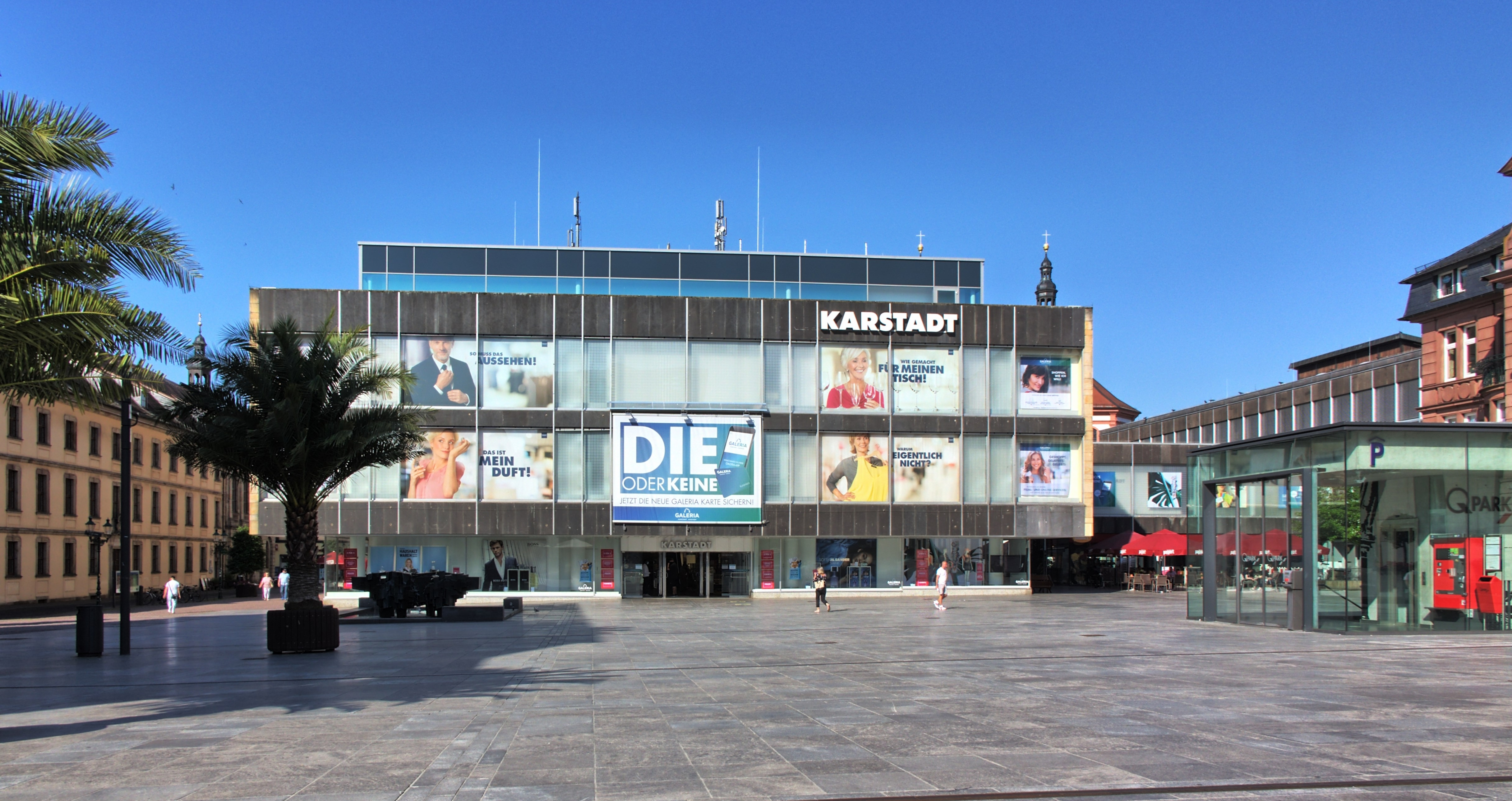
Kaufhaus für Karstadt (1964)

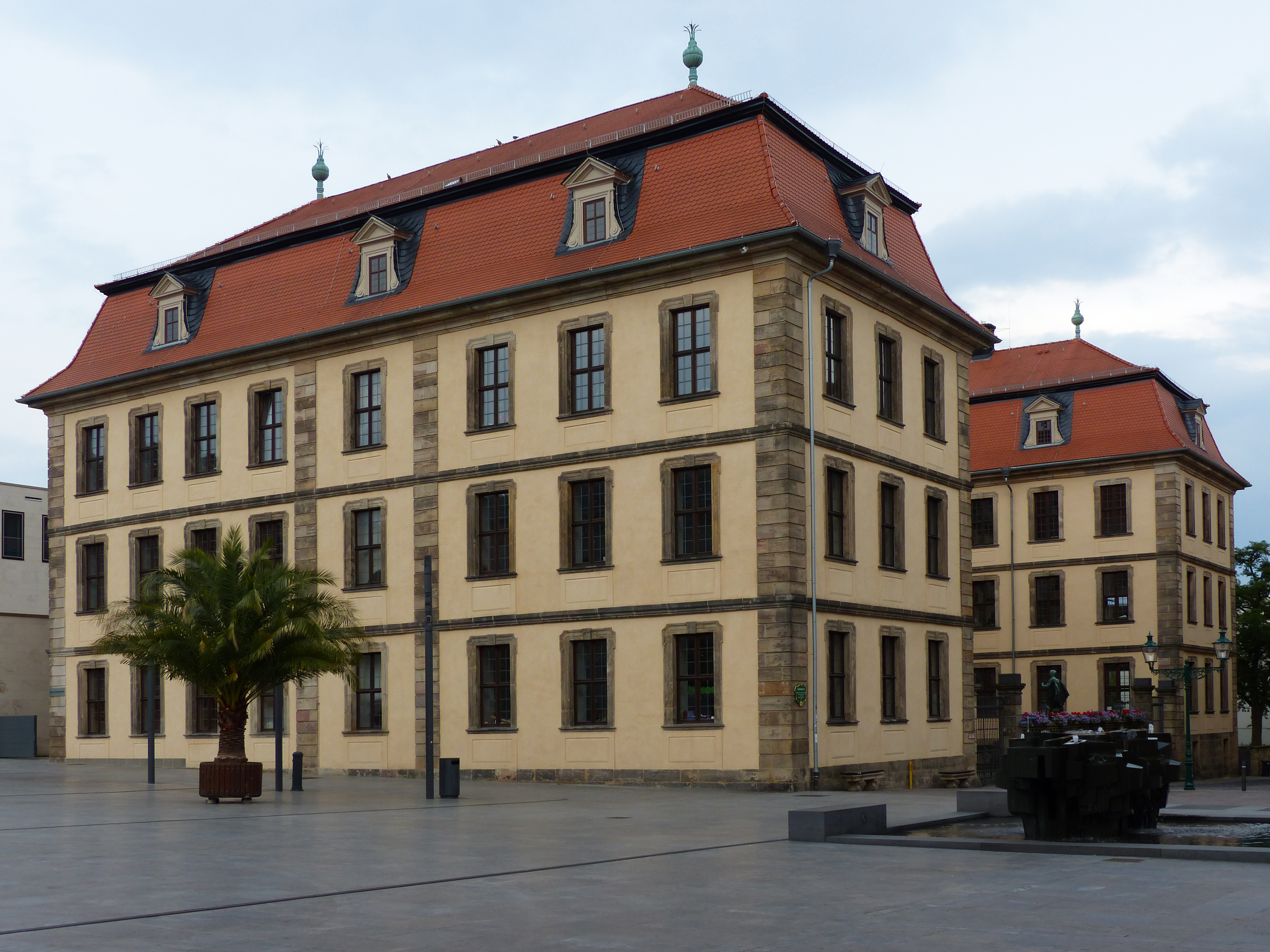
Das namengebende Universitätsgebäude

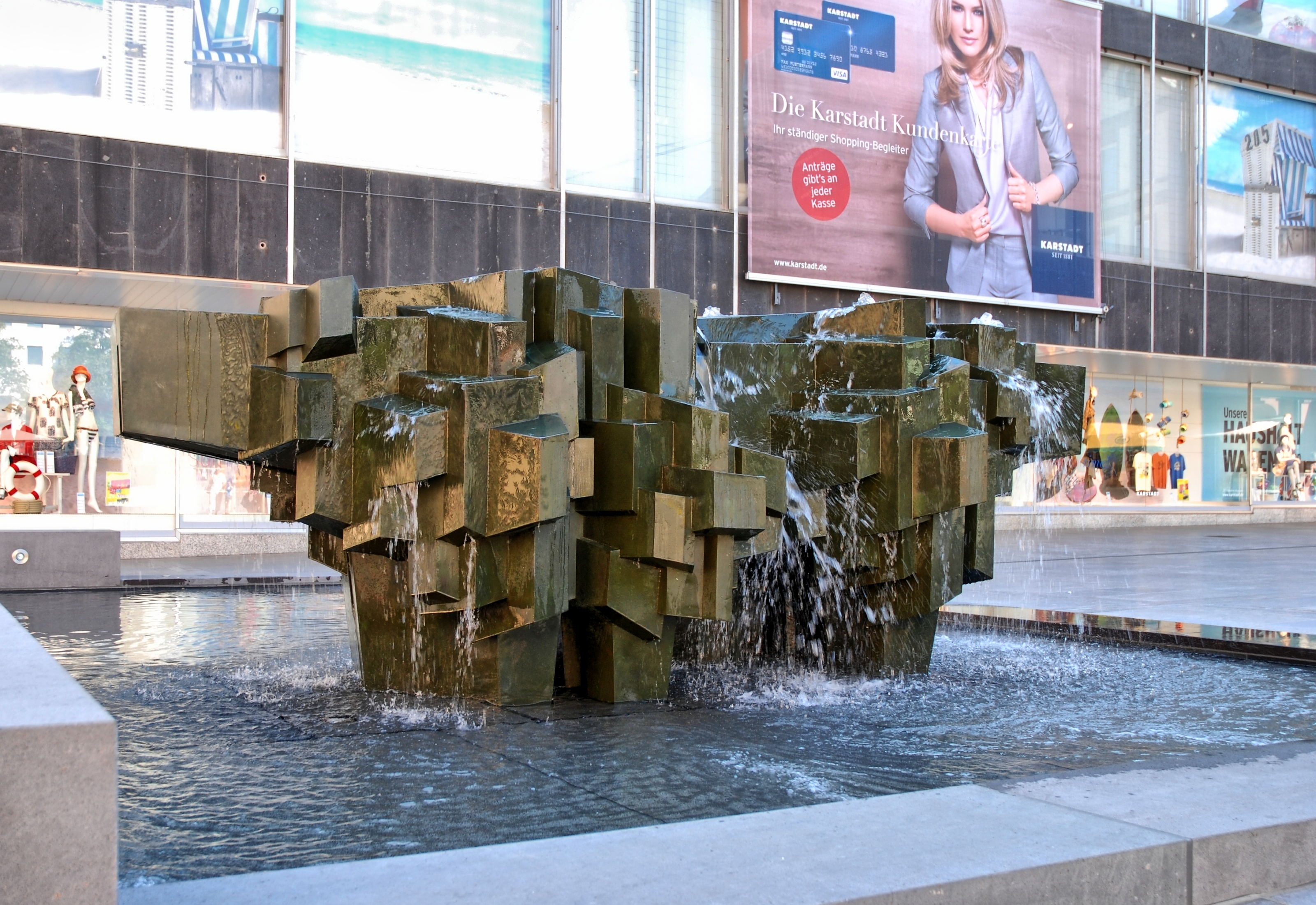
Felsenbrunnen (1963) von Georg Brenninger

Der Universitätsplatz, südlich an der Rabanusstraße anliegend, ist ein wichtiges Zentrum der Innenstadt. Er vermittelt zwischen der kleinräumigen mittelalterlichen Altstadt, die sich südlich anschließt, und dem klaren Raster der gründerzeitlichen Stadterweiterung nördlich der Rabanusstraße zum Bahnhof hin.
Die Gestaltung geht zurück auf den vielfach ausgezeichneten Münchner Architekten Sep Ruf (1908–1982), der in den Jahren 1961 bis 1964 sowohl den Universitäts- als auch den Borgiasplatz neu ordnete und das Kaufhaus für Karstadt (1964 eröffnet) entwarf. Dessen unverwechselbare Architektur – der Ästhetik der Wirtschaftswunderzeit verpflichtet – ist vom prägnanten Kontrast zwischen der schwerelosen Transparenz der verglasten Gebäudeteile einerseits und den geschlossenen Bauteilen andererseits geprägt. Vor dem Kaufhaus Karstadt ist der bronzene Felsenbrunnen von Georg Brenninger, der an der Akademie der Bildenden Künste München lehrte, aus dem Jahre 1963 aufgestellt. 2008 bis 2012 wurde der Universitätsplatz durch die Planergruppe Oberhausen neu gestaltet, nachdem das Parkhaus unter dem Platz eine Erneuerung notwendig gemacht hatte. Insbesondere kam im oberen Teil ein quadratischer Platanenhain als Ruhebereich hinzu.
Der Name des Universitätsplatzes geht zurück auf die Universität Fulda (1734–1805), die in dem von Andreas Gallasini entworfene Gebäude am südöstlichen Rand des Platzes untergebracht war (heute Adolf-von-Dalberg-Grundschule).
Mitten auf dem Platz stand bis zum Abriss 1904 der uralte „Ackerhof“ (Wirtschaftshof) der Jesuiten, die von 1571 bis 1773 in Fulda ansässig waren. Auch „alte Mang“ genannt, geht die Geschichte des Gebäudes möglicherweise bis in das Jahr 1238 zurück, als die ersten Franziskaner nach Fulda kamen und hier ein Barfüßerkloster gründeten.

### Borgiasplatz

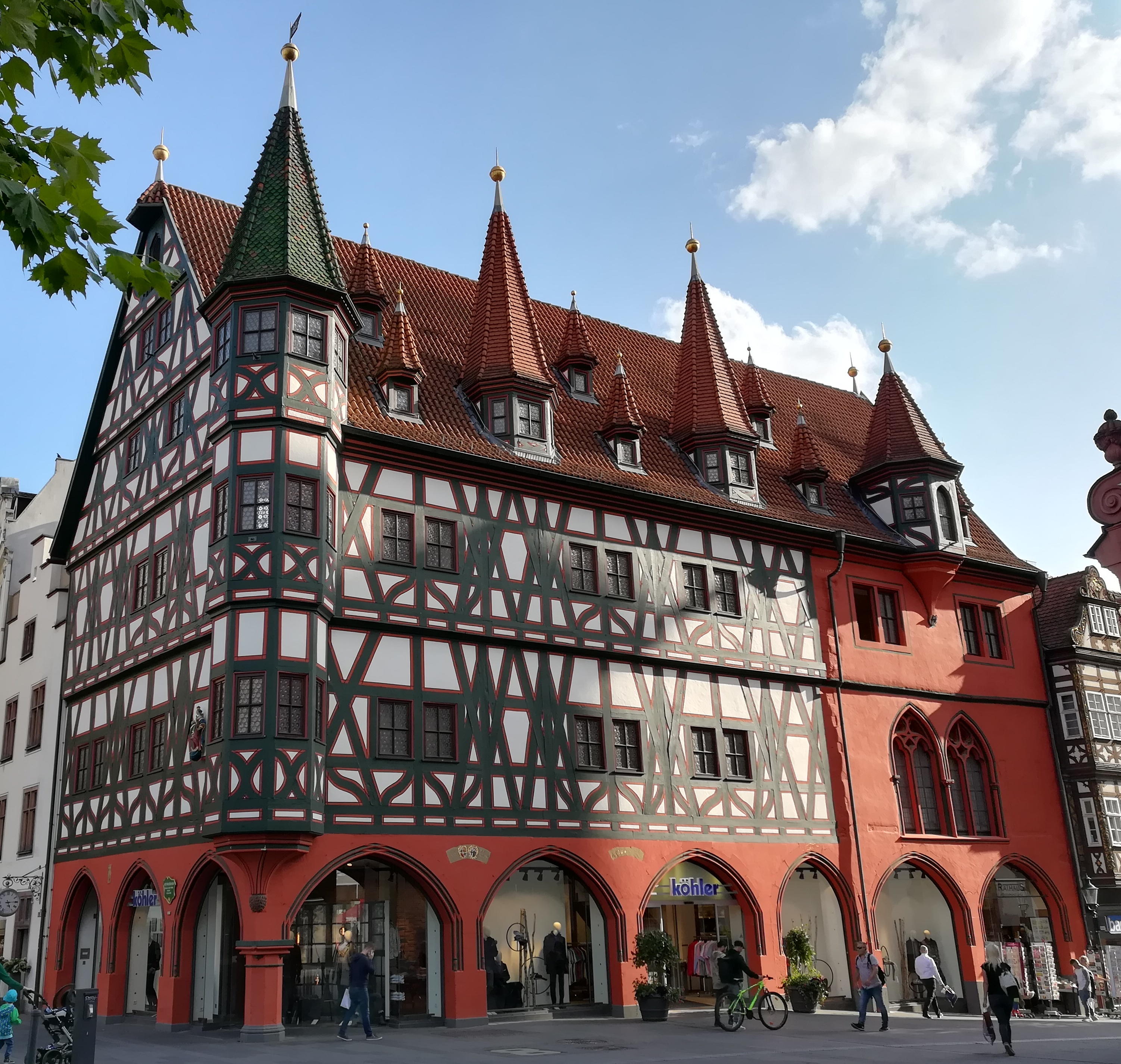
Altes Rathaus am Borgiasplatz

An den Universitätsplatz schließt sich südwestlich der Borgiasplatz an, an dessen südlichem Ende die Stadtpfarrkirche Fulda und, gegenüber, das Alte Fuldaer Rathaus (mit dem Männermodehaus Köhler) anliegt.

### Jesuitenplatz
Südlich des Universitätsplatzes liegt der Jesuitenplatz, der vom Kaufhaus und dem Gebäude der ehemaligen Stadtschule, in dem sich seit 1930 das nach dem Heimatforscher Joseph Vonderau benannte Vonderau Museum befindet, begrenzt wird.

### Rabanusstraße
Die 580 m lange Rabanusstraße (benannt nach dem Fuldaer Abt Rabanus Maurus) führt vom Fuldaer Stadtschloss und dem Busbahnhof im Westen zur Dalbergstraße. Dabei tangiert sie den nördlichen Rand des Universitätsplatzes. Im östlichen Abschnitt ist sie für den Privatverkehr als Einbahnstraße mit Fahrtrichtung West ausgeschrieben, Fahrbahn nach Osten ist als Busspur angelegt.
Am westlichen Ende steht beim Busbahnhof südlich der Straße das mittelalterliche Heertor, im Osten auf der Kreuzung mit Peterstor, Petersgasse und Vor dem Peterstor das Peterstor.
Entlang der Straße führen mehrere Stadtbuslinien und bedienen die Haltestellen Stadtschloss, Universitätsplatz und Peterstor.

### Buttermarkt
Der Buttermarkt ist ein Platz in der Innenstadt. Hier münden die Marktstraße, die Karlstraße, der Steinweg und die Straße Peterstor. Früher hieß der Platz, wo einst auch die Jesuiten ihre Spiele aufführten, Sonnabends- oder Samstagsmarkt, auch Salzmarkt (1358 Sonnabentsmarct). Den heutigen Namen erhielt er, weil hier bis um 1950 landwirtschaftliche Produkte, wie Butter, feilgeboten wurden. Nach Süden zweigt zwischen dem Gebäude Zum Schwarzen Bären (1434) und dem ehemaligen Gasthaus Zum Schützen (1571) ein uraltes Gässchen zur Ohmstraße hin ab, das seit 2000 den Namen Poussiergässchen trägt.

### Gemüsemarkt
Ein zentraler Platz in der Fuldaer Unterstadt zwischen Kanalstraße und Mittelstraße ist der Gemüsemarkt, der 1795 von den Stadtvätern den Kippern, d. h. Verkäufern von Obst und Victualien, als Marktplatz zugewiesen wurde, seinen Namen aber erst seit 1837 trägt. Vorher hieß der erstmals 1481 erwähnte Platz, uff der Dantzhütte. Anfang des 17. Jahrhunderts stand auf dem Platz ein Galgen, dann ein Schandpfahl mit zwei Halseisen, der 1791 als unpassend empfunden und an das Stockhaus versetzt wurde. An seiner Stelle errichtete man ein Springbrunnen (Steinkumpf), der mit dem Wappen des Landesherrn Fürstbischof Adalbert III. von Harstall versehen, im Zuge des 1275-jährigen Fuldaer Jubiläums 2019 offiziell den Namen Harstall-Brunnen erhielt. Ein großer Teil der angrenzenden Häuser wurde am 11. September 1944 beim ersten großen Bombenangriff auf Fulda zerstört. Der Platz, an dem zweimal in der Woche ein Wochenmarkt abgehalten wird, wurde 1961 und letztmals 2002/2003 neu-/umgestaltet, der jetzt dort befindliche Solitärbau sorgte für hitzige Diskussionen.

## Ausfallstraßen
In Fulda übernehmen sechs größere Ausfallstraßen die Verbindung der Innenstadt mit den Randgebieten und den überregionalen Straßen. Dazu zählen die Leipziger, Petersberger, Magdeburger, Künzeller, Bardo- und Frankfurter Straße.

### Frankfurter Straße
Die 3000 m lange Frankfurter Straße folgt südlich der Innenstadt dem Verlauf der mittelalterlichen Handelsstraße Via Regia von Leipzig nach Frankfurt am Main, woher der Name stammt; analog dazu wird eine große nördliche Ausfallstraße als Leipziger Straße bezeichnet.
Die Frankfurter Straße verbindet die gesamte südliche Region Fulda und die südlichen Stadtteile mit der Innenstadt und dient außerdem ab dem Bronzeller Kreisel als Verlängerung des Autobahnzubringers B 27 zur A 66 und zur A 7 nach Süden. Am nördlichen Ende befindet sich eine große Kreuzung, an der einerseits die Bardostraße über die Fulda (Fluss) nach Westen und die Von-Schildeck-Straße am Rand der Innenstadt nach Osten zur Petersberger und Künzeller Straße führt. Direkt nach Norden setzt sich die Löherstraße fort, die bereits zum Innenstadtbereich gehört. Früher begann die Frankfurter Straße schon in der Löherstraße, und zwar genau hinter der Stelle, wo über Hunderte von Jahren das "Fuldtthor" mit Torhaus stand. Ein 1830 dort errichtetes klassizistisches Gebäude trug die amtliche Bezeichnung Frankfurter Straße 1, wegen des Durchbruchs der "Von-Schildeck-Straße" bekam das Gebäude danach die Bezeichnung Löherstraße 39.

## Überregionale Straßen

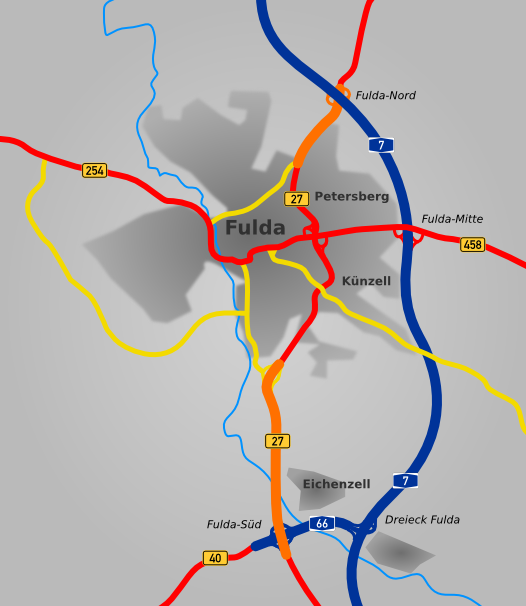
Überregionale Straßenverbindungen um Fulda

### Autobahnen
Fulda liegt an zwei Autobahnen, in Nord-Süd-Richtung verläuft die A 7 östlich der Stadt, die A 66 beginnt im Südosten der Stadt am Dreieck Fulda und führt nach Südwesten.
Die A 7 ist die längste Autobahn Deutschlands und führt von Füssen im Allgäu bis an die dänische Grenze. Fulda befindet sich durch die zentrale Lage in Deutschland etwa in der Mitte der Gesamtstrecke. Die A 66 dient als regionale Autobahn der Verbindung des Rhein-Main-Gebiets mit Osthessen und darüber hinaus über die A 7 nach Thüringen und in den Osten Deutschlands.
Entlang der A 7 wird Fulda durch die beiden Abfahrten Fulda-Nord und Fulda-Mitte sowie über das Autobahndreieck Fulda mit der A 66 durch die Anschlussstelle Fulda-Süd erschlossen.
Fulda-Süd (53)
Die Autobahnanschlussstelle Fulda-Süd an der A 66 bildet ein Straßenkreuz mit der ab hier nach Fulda autobahnähnlich ausgebauten B 27. Bis zur Freigabe des Autobahnabschnitts der A 66 zwischen Fulda-Süd und dem Dreieck Fulda 2005 war dieser Bereich Teil der B 40 und das jetzige Dreieck Fulda trug den Namen Anschlussstelle Fulda-Süd.
Fulda-Mitte (92)
Die Autobahnanschlussstelle Fulda-Mitte wurde 2007 eröffnet und dient dem schnelleren Anschluss des östlichen Stadtgebiets, der Randgemeinden Künzell und Petersberg sowie der weiteren Rhön.
Fulda-Nord (91)

### Bundesstraßen
Durch Fulda führen die Bundesstraßen B 27, B 40, B 254 und B 458
Bundesstraße 27
Die B 27 führt zwischen den Autobahnanschlussstellen Fulda Süd (A 66) und Fulda Nord (A 7) durch das Stadtgebiet und dient in beiden Richtungen als Autobahnzubringer. Daher ist sie zwischen Fulda Süd und dem Anschluss zur Frankfurter Straße am Bronzeller Kreisel und ab der Auffahrt Leipziger Straße bis Fulda Nord mit getrennten Fahrbahnen und zwei Richtungsstreifen autobahnähnlich ausgebaut. Der dazwischenliegenden Abschnitt ist als Autostraße angelegt und durchgängig mit planfreien Kreuzungen in Form von Auf- und Abfahrten ausgestattet, teilweise sind die Fahrbahnen auch durch einen Mittelstreifen getrennt. An anderen Stellen wird das 2plus1-System angewandt, wobei in einer Richtung zwei Fahrbahnen existieren, in der anderen nur eine. Die Strecke führt östlich der Innenstadt teils entlang der Gemeindegrenzen Fuldas mit den Agglomerationsgemeinden Künzell und Petersberg großteils durch dicht bebautes Gebiet und wird daher in weiten Teilen von Lärmschutzwänden flankiert. Auch wenn sie nicht direkt an Bebauungen grenzt beziehungsweise diese nicht von ihr aus zugänglich sind, trägt sie im Stadtbereich den Namen Berliner Straße.
Bundesstraße 40
Die B 40 war bis zum Autobahnbau eine der wichtigsten deutschen Verkehrsadern und führte von Fulda über Frankfurt, Mainz und Kaiserslautern nach Saarbrücken. Heute ist sie großteils durch Autobahnen ersetzt worden, zwischen Fulda und Frankfurt durch die A 66. Bis zum Lückenschluss der A 66 zwischen den Anschlussstellen 51 Neuhof Süd und 53 Fulda Süd besteht für diese Verbindung weiterhin die B 40, die an beiden Enden direkt in die A 66 übergeht.
Bundesstraße 254
Die B 254 führt von der Anschlussstelle Felsberg der B 49 über Alsfeld und Lauterbach von Westen nach Fulda. Noch vor der Siedlungsgrenze zweigt von ihr der Westring als Ortsumfahrung zur Frankfurter Straße ab. Im Stadtbereich verläuft sie als Bardostraße zunächst westlich der Fulda nach Süden, überquert diese dann südlich der Innenstadt, wo die B 458 abzweigt. Als Frankfurter Straße führt sie weiter nach Süden bis zum Anschluss an die B 27.

## Historische Straßen

### Kinzigtalstraße
Die Kinzigtalstraße genannte Via Regia (lat. Königsstraße) war eine bedeutende Heeres- und Handelsstraße zwischen Frankfurt am Main und Leipzig. Jakobsweg, „Königsstraße“.

### Antsanvia
Die Antsanvia (lat. antiana via „alte Straße“) ist eine Altstraße, die als Höhenweg entlang der Wasserscheiden auf den Anhöhen von Mainz nach Eisenach führte, ohne die Ortschaften zu durchqueren. Von Giesel kommend führte die Alte Straß bei Kämmerzell durch eine Furt über die Fulda. Seit 872 bei Fulda die lange Brücke über die Fulda gebaut wurde (etwas nördlich der Mündung der Giesel), wurde der Weg nördlich an Giesel und zwischen Sickels und Harmerz hindurch an die Fulda bedeutender. An der Brücke über den Fluss traf die Kinzigtalstraße auf die Antsanvia.

### Ortesweg
Der Ortesweg ist eine Altstraße, deren Ursprung in die Zeit der Kelten zurückweist. Sie war eine Handelsstraße, die das Marburger Land, den Vogelsberg, die Rhön und das historische Grabfeld miteinander verband. Sie verlief über den Vogelsberg, querte die Antsanvia und querte bei Bronnzell die Fulda. Weiter führte der Weg über die Rhön und gabelte sich zum Thüringer Wald und als Rennweg bzw. Hohe Straße über die Haßberge in den Raum um Bamberg.

### Strecke 46
Der Bau der Reichsautobahn Strecke 46 zwischen Fulda und Würzburg wurde 1937 begonnen und 1939 kriegsbedingt eingestellt. Nach Ende des Zweiten Weltkrieges wurden die bisherigen Planungen und Bauleistungen verworfen und die A 7 mit anderer Streckenführung errichtet. Heute finden sich noch zahlreiche Fragmente der auf 70 km fast fertig trassierten Autobahn in der Landschaft.